# Marie-Louise de Leiningen-Dagsbourg-Falkenbourg
Marie-Louise-Albertine de Leiningen-Dagsbourg-Falkenbourg (née le 16 mars 1729 à Heidesheim, Palatinat, morte le 11 mars 1818 à Neustrelitz) surnommée "Princesse George", est l'héritière du margraviat de Broich. Elle devient par mariage princesse de Hesse-Darmstadt. Elle est la grand-mère et l'éducatrice de Louise de Mecklembourg-Strelitz, reine de Prusse.

## Biographie
Marie-Louise-Albertine est une fille du comte Christian-Charles-Reinhard de Leiningen-Dagsbourg-Falkenbourg (1695-1766) et de sa femme la comtesse Catherine-Polyxène de Solms-Roedelheim (1702-1765). 
Elle épouse le 16 mars 1748 à Heidesheim am Rhein le prince Georges-Guillaume de Hesse-Darmstadt, frère cadet du landgrave Louis IX de Hesse-Darmstadt. Pendant le règne de son beau-frère, elle habite presque exclusivement à Pirmasens, bourg que le landgrave veut transformer en capitale où il pourra se donner à sa passion pour l'armée.
À la mort de son père, elle devient héritière du margraviat de Broich et commence avec l'architecte Nicolas de Pigage la restauration et l'agrandissement de son château. En 1806, la souveraineté est dissoute par Napoléon et en 1815, la souveraineté est annexée à la Prusse.

## Descendance
Elle donne neuf enfants à son mari :
- Louis (1749-1823), en 1788 il épouse (union morganatique) Frédérique Schmidt (1751-1808)
- Georges (1750-1750)
- Frédérique (1752-1782), en 1768 elle épouse Charles II de Mecklembourg-Strelitz (1741-1816) et est la mère de la reine Louise de Prusse et de la reine Frédérique de Hanovre;
- Charles (1754-1830)
- Charlotte (1755-1785), en 1784 elle épouse Charles II de Mecklembourg-Strelitz, son beau-frère, et meurt en couches
- Charles (1757-1795)
- Frédéric (1759-1808), en 1788 il épouse (union morganatique) Caroline Seitz (1768-1812)
- Louise de Hesse-Darmstadt (1761-1829), en 1777 elle épouse Louis X, Landgrave (puis Grand-duc) de Hesse-Darmstadt
- Wilhelmine (1765-1796) en 1785 elle épouse Maximilien, comte de Palatinat-Deux-Ponts-Birkenfeld (1756-1825) et est la mère de la duchesse Augusta-Amélie de Bavière, épouse d'Eugène de Beauharnais.

Ses filles Friederike et Charlotte sont première et seconde épouse du prince Charles de Mecklembourg-Strelitz. Friederike étant morte en couches après avoir enfanté de son dixième enfant, en mai 1782, sa sœur Charlotte épouse le prince veuf peu de temps après, en 1784.
En 1794, son gendre Charles arrête son service en tant que gouverneur de Hanovre et déménage à Darmstadt avec ses enfants et leur grand-mère quand il devient héritier de son frère aîné et duc sous le nom de Charles II de Mecklembourg-Strelitz.
Marie-Louise, dénommée "Princesse George", veuve en 1782, assume avec la gouvernante Salomé de Gélieu la tâche de l'éducation et les soins de ses petits-enfants, Thérèse, née en 1773, Louise, née en 1776, Friederike, née en 1778, George, né en 1779, Friedrich, né en 1781.
et Charles de Mecklembourg-Strelitz.
Seule sa petite-fille Charlotte ne l'avait pas suivie . Elle avait 16 ans quand elle fut mariée au duc Frédéric Ier de Saxe-Hildburghausen. Le père parlait souvent à ses deux fils et à sa fille aînée de Hildburghausen où il s'installe en 1787, après être devenu président de la Commission des créanciers, le duché étant gravement en déficit. C'est ainsi que Marie-Louise, restée à Darmstadt, prit soin de l'enseignement de Louise et de ses sœurs Thérèse et Friederike, dans une maison récupérée qu'à Darmstadt on appelait le "Vieux Palais" sans contraintes particulières.
En 1790, elle se rend avec Louise, Friederike et George au couronnement de Léopold II à Francfort sur le Main et habite là-bas chez Catharina Elisabeth Goethe. Elle fait un voyage éducatif en Hollande en 1791. En 1792, elle fuit avec ses petits-enfants ainsi que sa petite-fille Charlotte devant l'avancée de l'armée française de Darmstadt à Hildburghausen, où ils restent jusqu'en Mars 1793. Sur le chemin du retour à Darmstadt, elle se rend à Francfort, où la première réunion de Louise avec son futur mari, Frédéric-Guillaume, héritier du royaume de Prusse, est arrangé. De même est arrangé le futur mariage de Frédéric-Louis, frère cadet de Frédéric-Guillaume avec la jeune Friederike, sœur cadette de Louise. En 1793 elle accompagne Louise et Friederike à leur mariage à Berlin.
Marie-Louise est décrite par ses contemporains comme une personne magnifique, chaleureuse, parlant essentiellement le dialecte du Palatinat et tout le temps avec gaieté. La proximité et la chaleur de ses rapports avec ses petites-filles en tant que mère de substitution pendant leurs années de formation n'ont jamais été remises en question.